# Bu liang xiao hua
Bu liang xiao hua (caratteri cinesi: 不良笑花; titolo internazionale Miss No Good) è una serie televisiva taiwanese con protagonisti Rainie Yang e Wilber Pan. È andata in onda tutte le domeniche dalle 22:00 alle 23:30 sul canale televisivo CTS, dal 7 settembre al 7 dicembre 2008.

## Trama
Xiao Hua (Rainie Yang) è una spumeggiante ragazza taiwanese con un senso dello stile davvero unico, che non ha intenzione di cambiare finché non rincontra un vecchio compagno di scuola delle elementari, Jia Si Le (Dean Fujioka), che la convince a vestirsi in modo diverso. Jia Si Le è profondamente innamorato di Xiao Hua, nonostante sia tornato a Taiwan a causa di un matrimonio combinato con Jiang Mi (Chen Yan Yi). Egli, tuttavia, fa di tutto per convincere Xiao Hua a diventare la sua ragazza.
Un giorno, mentre Xiao Hua è in scooter, il suo mezzo ha un guasto e la ragazza incontra Tang Men (Wilber Pan), un famoso stilista senza peli sulla lingua che, per coincidenza, è il migliore amico di Jia Si Le. I due si trovano a condividere lo stesso taxi e finiscono per discutere dei rispettivi stili nel vestire. Tang Men se ne va adirato, e lascia involontariamente nel taxi un costosissimo paio di forbici da sarto.
Un giorno Jia Si Le decide di tenere una rimpatriata dei vecchi compagni delle scuole elementari, alla quale invita sia Tang Men che Xiao Hua. Lì Tang Men incontra Jiang Mi, che gli rivela che lei e Si Le si sono dati un anno per trovare il vero amore, dopodiché se non avessero avuto successo si sarebbero sottomessi al volere dei propri genitori, sposandosi.
Nel frattempo, Xiao Hua sta avendo dei diverbi con gli ex-compagni di classe, che la spingono nella piscina prendendola in giro per il suo senso dello stile, la ragazza così decide di cambiare la propria immagine per non imbarazzare ulteriormente Si Le.
Il giorno successivo l'assistente di Tang Men si reca nel negozio di Xiao Hua, per farsi restituire il paio di forbici dimenticato involontariamente nel taxi, ma la ragazza decide di usarle per ricattare Tang Men e per convincerlo ad insegnarle ad essere una donna di classe. Passando del tempo insieme, i due iniziano a sviluppare dei sentimenti l'uno per l'altra, sebbene all'inizio li neghino. Nel frattempo Jiang Mi, che esce con Tang Men, gli chiede di stare il più vicino possibile a Xiao Hua in modo che lei riesca a riavere indietro Si Le. Tang Men, che prima trovava Xiao Hua rumorosa ed irritante, inizia a vedere la sua bellezza interiore e si innamora di lei senza quasi accorgersene.

## Cast
- Rainie Yang: Jiang Xiao Hua (蔣小花 - Ciara Jiang aka Miss Christmas Tree)
- Wilber Pan: Tang Men (唐門 - Arvin Tang)
- Dean Fujioka: Jia Si Le (賈思樂 - Timmy Jia)
- Chen Yan Xi: Jiang Mi (江蜜 - Shelly Jiang)
- Jian Chang: Jiang Da Shu (蔣大樹 - Dindo Jiang)
- Wen Ying: Nonna Jiang (蔣阿嬷 - Nonna di Ciara)
- Shi Yuan Jie: Dou Zi (豆子 - Peanut)
- Xiao Call: Jojo A
- Denny Huang: Lai Rui Ke (賴瑞克 - Loui Lai)